# U.S. Route 14
U.S. Route 14 (också kallad U.S. Highway 14 eller med förkortningen  US 14) är en amerikansk landsväg. Den går ifrån Yellowstone National Park i väster till Chicago Illinois i öster och sträcker sig 2 300 km. US 14 går nästan hela tiden parallellt med Interstate 90. 